# Ревело
Ревѐло (на италиански: Revello; на пиемонтски: Arvel, Аръвел, на окситански: Revel, Ревел) е малко градче и община в Северна Италия, провинция Кунео, регион Пиемонт. Разположено е на 351 m надморска височина. Населението на общината е 4226 души (към 2010 г.).